# Dyscritomyia claripennis
Dyscritomyia claripennis är en tvåvingeart som beskrevs av Grimshaw 1901. Dyscritomyia claripennis ingår i släktet Dyscritomyia och familjen spyflugor. Inga underarter finns listade i Catalogue of Life.